# Jazztronik
Jazztronik – grupa muzyczna stworzona i prowadzona przez DJ-a, producenta oraz pianistę Ryota Nozaki, który jest jej jedynym stałym członkiem. Grupa w swojej muzyce łączy muzykę jazzową z różnymi gatunkami muzyki elektronicznej, a przede wszystkim z podgatunkiem deep house.
Zespół powstał w Tokio, a pierwszym albumem była wydana w 1999 singiel zatytułowany Ms. Loneliness. Pierwszym albumem długogrającym natomiast był wydany w 2001 album Inner Flight. Dopiero LP Nanairo z 2004, a przede wszystkim umieszczona na nim piosenka Samurai przyniosły mu międzynarodową sławę. Od tamtego momentu zaczęto go zapraszać na zagraniczne festiwale, takie np. jak Southport Weekender. Jazztronik począł od tamtego momentu dawać regularne koncerty za granicą.
Nozaki jako DJ daje regularne koncerty w Tokio, takie jak „Jazztronica!!" czy "Love Tribe".

## Dyskografia[3]

### LP
- Inner Flight (2001)
- Numero Uno (2002)
- Tiki Tiki (2002)
- Set Free (2003)
- Horizon (2003)
- 七色 (Nanairo) (2004)
- Nu Balance (2005)
- Samurai (2005)
- Cannibal Rock (2005)
- Encode (2005)
- Tender Vision (remixes + 2) (2006)
- Grand Blue (2007)
- JTK (2008)
- Bon Voyage! (2010)
- Cinematic (2014)
- Vamos Lá Brasil (2014)
- Keystone (2016)
- アナログ (Cinematic) (2016)
- 発売！(Private Edits) (2016)

### EP
- Jazztronik EP (2002)
- Cannibal Rock EP (2006)
- En:Code EP (2006)
- Beauty Flow (2007)
- Repro (2008)